# Newton Park
Newton Park est une maison de campagne du XVIIIe siècle classée Grade I dans la paroisse de Newton St Loe, Somerset, Angleterre, située 4 milles ( Unité «  » inconnue du modèle {{Conversion}}.) à l'ouest de Bath.

## Histoire

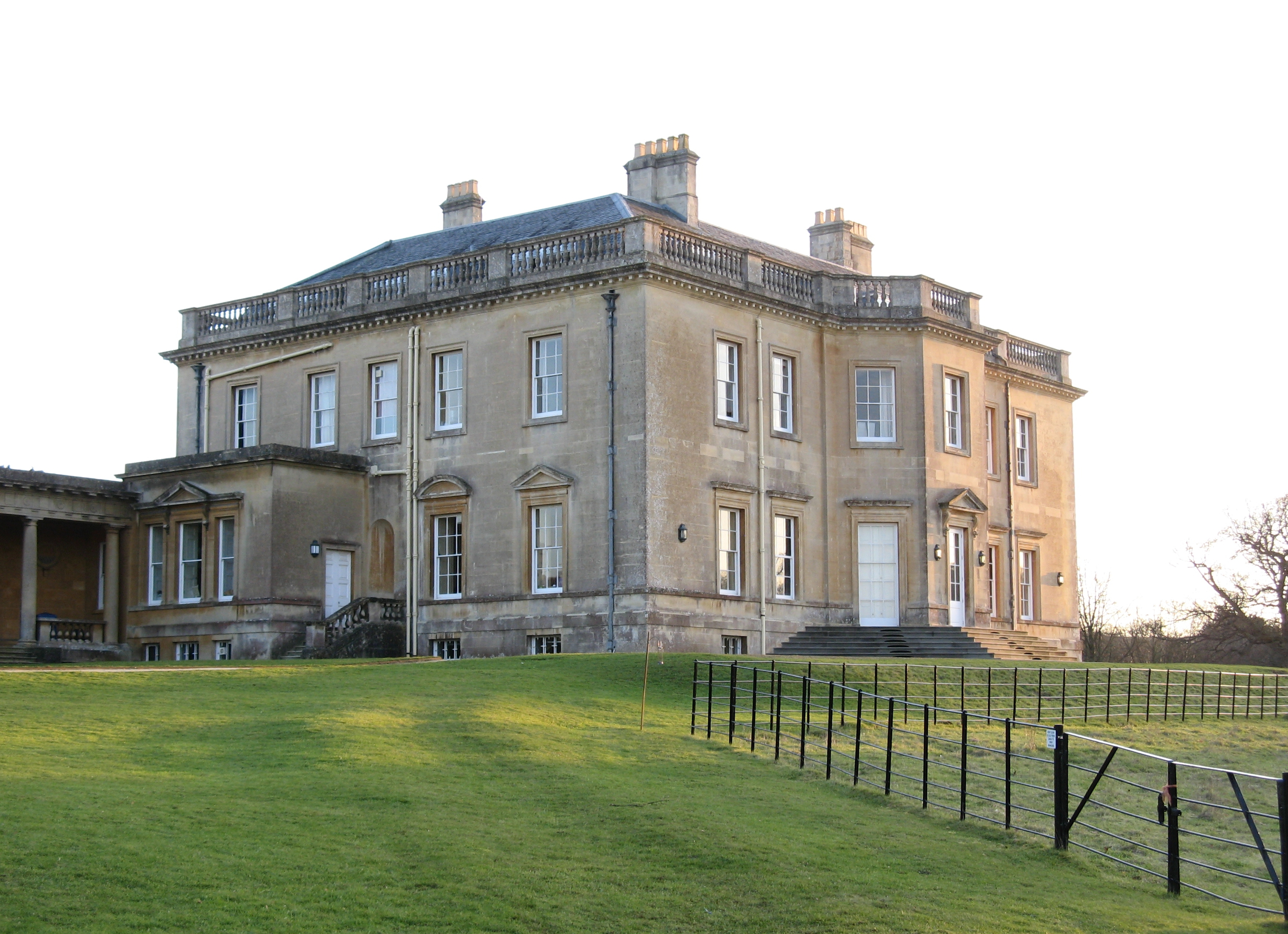
Newton Park, vu du nord

Newton Park est construit en 1762–5 par Joseph Langton (petit-fils de Joseph Langton (vers 1637–1719), de Newton Park, député de Bath de 1690 à 1695 ) sur la conception de Stiff Leadbetter (en) . Newton Park est la maison de famille de la militante des droits des femmes Anna Gore-Langton et du député William Henry Powell Gore-Langton (1824 1873) .
La maison est utilisée comme hôpital de la Croix-Rouge pour héberger les troupes australiennes et néo-zélandaises pendant la Première Guerre mondiale . Newton Park abrite actuellement le personnel administratif de l'Université de Bath Spa.

## Terrain et parc

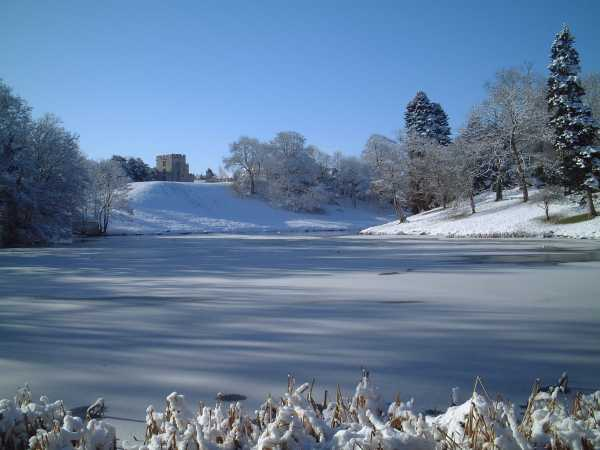
Le lac supérieur à Newton Park

Le domaine comprend un parc paysager, près du village de Newton St Loe, conçu par Capability Brown, et maintenant propriété du duché de Cornouailles. Il est aménagé sur un terrain contenant le donjon et la porte du château de St Loe du XIVe siècle, un manoir médiéval fortifié, des bâtiments de ferme élisabéthains et divers jardins clos . Le parc est aujourd'hui délimité au nord par l'A39 Wells Road et va jusqu'aux routes résidentielles du village de Newton St Loe à l'est, et très près du village de Stanton Prior à l'ouest et au sud-ouest. Une partie du parc est louée à la Bath Spa University, qui entretient le manoir géorgien historique et les lacs ornementaux, ainsi que le château de Newton Saint Loe. Le parc est classé Grade II*. 